# Gora Vorob'ëva
Gora Vorob'ëva är ett berg i Antarktis. Det ligger i Västantarktis. Argentina, Chile och Storbritannien gör anspråk på området. Toppen på Gora Vorob'ëva är 1 036 meter över havet.
Terrängen runt Gora Vorob'ëva är platt västerut, men österut är den kuperad. Terrängen runt Gora Vorob'ëva sluttar brant västerut.  Trakten är obefolkad. Det finns inga samhällen i närheten.